# Philippe Koenig
Philippe Koenig fue un diplomático francés.
- De 1939 a 1944 sirvió en las fuerzas armadas francesas.
- De 1944 a 1945 fue jefe de la misión REPATRIACIÓN francés en .
- En 1945 se integró en el SRE y ha ocupado los puestos SIGUIENTES:
- De 1945 a 1946 fue jefe de la "MESA DE COORDINACIÓN DES OEUVRES ES Faveur DE LA FRANCE EN SUISSE EN GINEBRA.
- De 1946 a 1950 fue segundo secretario y luego la primera secretaria de embajada en Berna.
- De 1950 a 1953 fue empleado en la  Oficina de Asuntos Europeos en el Muelle de Orsay.
- De 1953 a 1956 fue cónsul general de Innsbruck y jefe  la misión Francesa para las provincias austríaca de Tirol y Vorarlberg.
- Del 1958 a 1959 fue empleado en la OFICINA DE EL SECRETARIO GENERAL el Muelle de Orsay.
- De 1959 a 1963 fue cónsul en Saarbrücken.
- De 23 de enero de 1964 al 17 de noviembre de 1965 fue Embajador en Conakry y fue expulsado.
- De 1967 a octubre de 1972 fue embajador en Puerto Príncipe (Haití).
- De octubre de 1972 a 1976 el diputado al jefe del gobierno militar de Francia en Berlín.
- De 1975 a 1978 fue Ministro plenipotenciario de Primera Clase en Oslo (Noruega).[1]